# Dena Kaplan

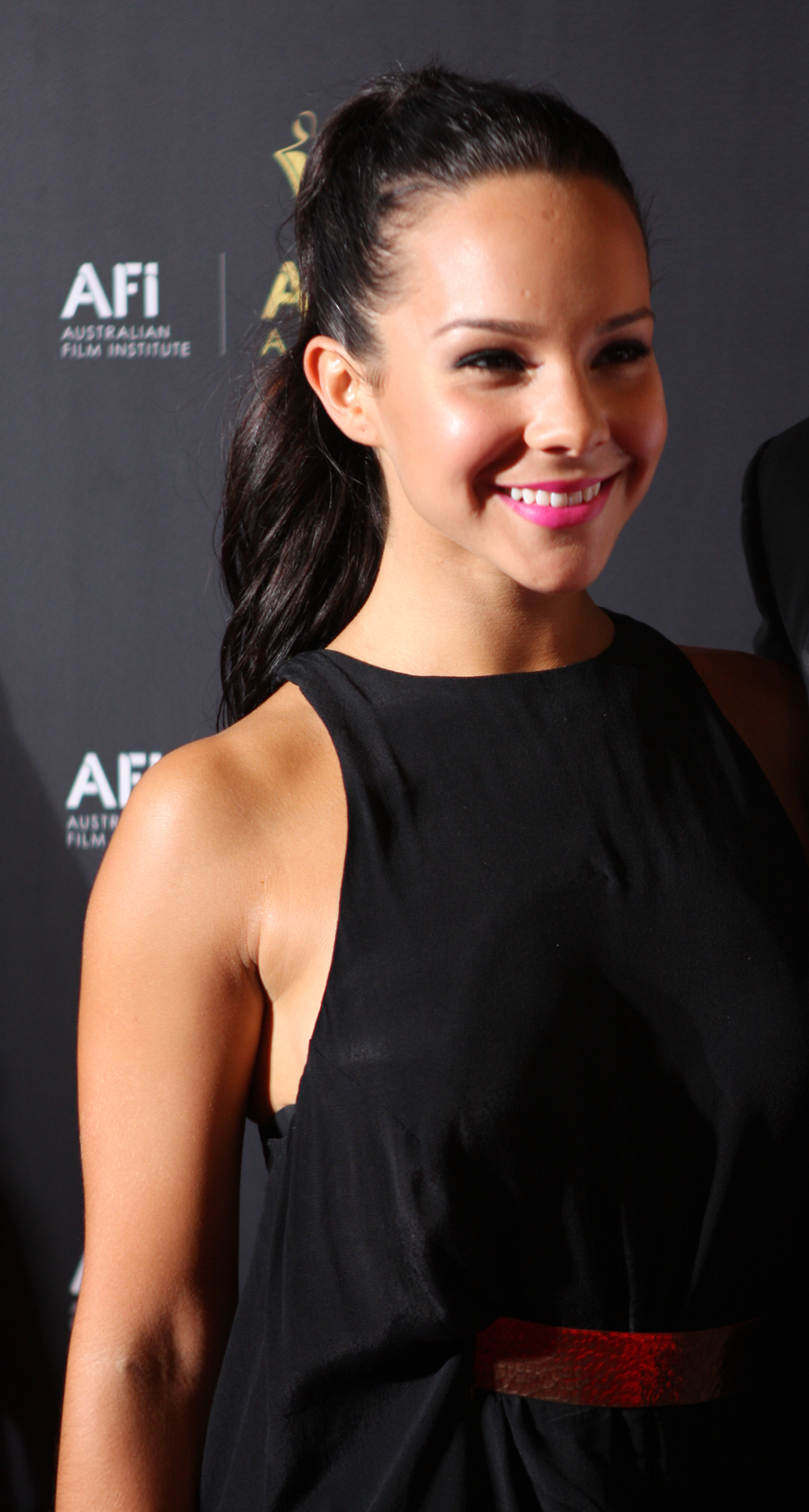
Dena Kaplan op de AACTA Awards in 2012

Dena Kaplan (Johannesburg, 20 januari 1989) is een uit Zuid-Afrika afkomstige Australische actrice, zangeres en danseres. Ze is vooral bekend van haar rol als Abigail Armstrong in Dance Academy.

## Leven en carrière
Dena Kaplan werd geboren in een Joods gezin. Ze had al een oudere en een jongere zus. In 1996 verhuisde ze op 7-jarige leeftijd naar Australië. Op 16-jarige leeftijd speelde ze 2 jaar lang in de musical The Lion King in Australië en Azie. Kaplan ging naar het Mount Scopus Memorial College en volgde een dansopleiding aan talrijke scholen, waaronder de Australian Ballet School. Later verhuisde ze naar New York en kreeg ze les aan Ailey School en het Broadway Dance Center. Ze dansde daar bij een modern ballet gezelschap, maar door meerdere blessures moest ze genoodzaakt stoppen. Ze werd uitgekozen voor een rol in een Broadwaymusical, maar door problemen met Visa  moest ze het aanbod afwijzen.
Haar eerste televisierol speelde Kaplan in een Australische kinderspionageserie, Scooter: Secret Agent, als een van de meisjes op een feestje. In een aflevering van de Australische politieserie City Homicide speelde ze Deborah Statesman. In 2009 speelde in een aflevering van Flight of the Conchords de rol van Keli en in de film In Her Skin samen met Rebecca Gibney. Daarna volgde haar doorbraak als Abigail Armstrong in Dance Academy, een Australische televisieserie voor de jeugd die in 2010 van start ging. Eveneens in 2010 werd ze uitgekozen voor de rol van Stephanie Wolfe in City Homicide. In 2011 werd Kaplan gevraagd voor Chris Sebastians videoclip voor "Flow", in 2013 werd ze geselecteerd voor de rol van Sarah Brennen in de jongerenserie Camp. 
Ze werkt nu vooral als DJ/Producer onder de naam Dena Amy.
- International Standard Name Identifier: 0000 0004 5984 3432
- Library of Congress Control Number: no2018102769
- Virtual International Authority File: 112148933655254302148
- WorldCat: E39PBJmdpPwhQDtJDyX6c9b68C